# Mathilde Gremaud
Mathilde Gremaud (født 8. februar 2000) er en schweizisk freestyle-skiløber. Hun konkurrerer i Big Air og Slopestyle. 
Gremaud fik sølv i Slopestyle ved Vinter-OL 2018 med en score på 88,00 – kun overgået af sin landsmand, Sarah Höfflin, som fik 91,20. 
Fire år senere – ved Vinter-OL 2022 – vandt Mathilde Gremaud Slopestyle-disciplinen. Hun fik derudover også en bronzemedalje i Big Air – en konkurrence, hvor Eileen Gu vandt guld.